# Simon Settergren
Simon Settergren, född 30 maj 1992 i Nacka, Stockholms län, är en svensk skådespelare, filmproducent och manusförfattare. Han har bland annat medverkat i TV-serien Mimmi och Mojje (säsong 7) och långfilmen Flickan, mamman och demonerna.

## Biografi
Settergren utbildades genom privatlektioner av skådespelaren Ursula Fogelström och har medverkat i produktioner regisserade av bl.a. Alexandra-Therese Keining, Lisa Siwe, Mani Maserrat och Suzanne Osten.  2014 år tilldelades han stipendium ur Tekn. dr Marcus Wallenbergs Stiftelse för utbildning i internationellt industriellt företagande för studier vid Imperial College London. I maj 2016 tilldelades han Anders Sandrews Stiftelses arbetsstipendium för att utveckla ett långfilmsmanus. Han har flera gånger utsetts till en av Sveriges sexigaste killar av Veckorevyn.

## Filmografi
- 2010 – Riddarvägen 26 (kortfilm)
- 2010 – Den fördömde
- 2011 – Mimmi och Mojje – Vampyrernas återkomst (TV-serie)
- 2011 – Biljardkungen (kortiflm)
- 2012 – Josefines Himmel (kortfilm)
- 2013 – Ett Hopp (kortfilm)
- 2014 – Zara (kortfilm)
- 2015 – Kerstin Ström (kortfilm)
- 2015 - Pojkarna
- 2015 - Modus (TV-serie)
- 2016 - Flickan, mamman och demonerna
- 2017 - Para knas
- 2018 - Advokaten
- 2018 - Ön
- 2019 - Kungen av Atlantis